# 리피피
《리피피》(Du Rififi Chez Les Hommes, Rififi)는 이탈리아에서 제작된 줄스 다신 감독의 1955년 영화이다. 진 세바이스 등이 주연으로 출연하였다.
1955년 칸 영화제에서 감독상을 수상했다.

## 출연

### 주연
- 진 세바이스
- 칼 모너

### 조연
- 로베르트 마누엘
- 줄스 다신
- 재닌 다아시
- 로베르 오셍
- 마갈리 노엘

## 기타
- 원작자: 어거스트 르 브레통
- 미술: 어거스트 카펠리어
- 미술: 알렉상드르 트로너
- 의상: 로신느 델라마르

## 같이 보기
- 리팜피신
- 하이스트 영화